# Pirgula sexpunctata
Pirgula sexpunctata är en fjärilsart som beskrevs av Griveaud 1973. Pirgula sexpunctata ingår i släktet Pirgula och familjen tofsspinnare. Inga underarter finns listade i Catalogue of Life.